# СарыАркаАвтопром
«СарыаркаАвтоПром» — предприятие по сборке автомобилей в городе Костанае, Казахстан. Наряду с «Астана Моторс» является одним крупнейших предприятий по сборке легковых автомобилей в Казахстане. В 2021 году доля автозавода на рынке Казахстана составляла 61%. Входит в компанию «AllurAuto».

## Описание
Предприятие располагается в корпусах бывшего Кустанайского моторного завода, построенного в конце 1980-х при СССР и обанкротившегося в 2000-х, на базе которого впоследствии были созданы вошедшие в группу «AllurAuto» связанные сборочные производства легковых автомобилей «СарыаркаАвтоПром» и сельхозтехники «АгромашХолдинг».
Действует с 2012 года, на 2021 год производственная площадь составляет 86 тыс. м², более 1,6 тысячи сотрудников.
Основная деятельность — контрактная сборка в интересах третьих лиц. Данная деятельность позволяет компаниям, в чьих интересах сборка осуществляется, уходить от уплаты НДС и утилизационного сбора, пользоваться программой льготного автокредитования, без обязательств по развитию отрасли и локализации.
Тип производства — «отвёрточная» и крупноузловая сборка из SKD-комплектов. Уровень локализации не превышает 30% (на 2013 год составляла 19%), исключение составляет сборка китайских автомобилей JAC — 36%, это самый высокий процент локализации предприятия — только китайские автомобили за всю его историю выпускались со сваркой и окраской кузовов.
На 2020 год фактически 90% всего производства — сборка для рынка Казахстана автомобилей Hyundai из машинокомплектов с завода в Санкт-Петербурге, и моделей Ravon/Chevrolet из машинокомплектов с узбекского завода UzAuto Motors, причём в последние три года (2019—2021) большей частью — до 2/3 сборки приходится на узбекские машины.
При этом на 2020 год на долю предприятия приходится половина из всех произведенных в Казахстане автотранспортных средств.
Основные рынки сбыта кроме Казахстана — ЕАЭС и Таджикистан.

## Собственники
Изначально в 2010 году основано российским предприятием «Sollers» (51%) и казахстанской СПК «Сарыарка» (49%). В 2012 году долю «Sollers» выкупило «AllurAuto» постепенно доведя её до 88%.
В 2019 году заявлялось, что 51% акций приобретает китайская государственная компания China Machinery Corporation, однако, сделка по-видимому, на 2021 год не закрыта.

## Статистика производства

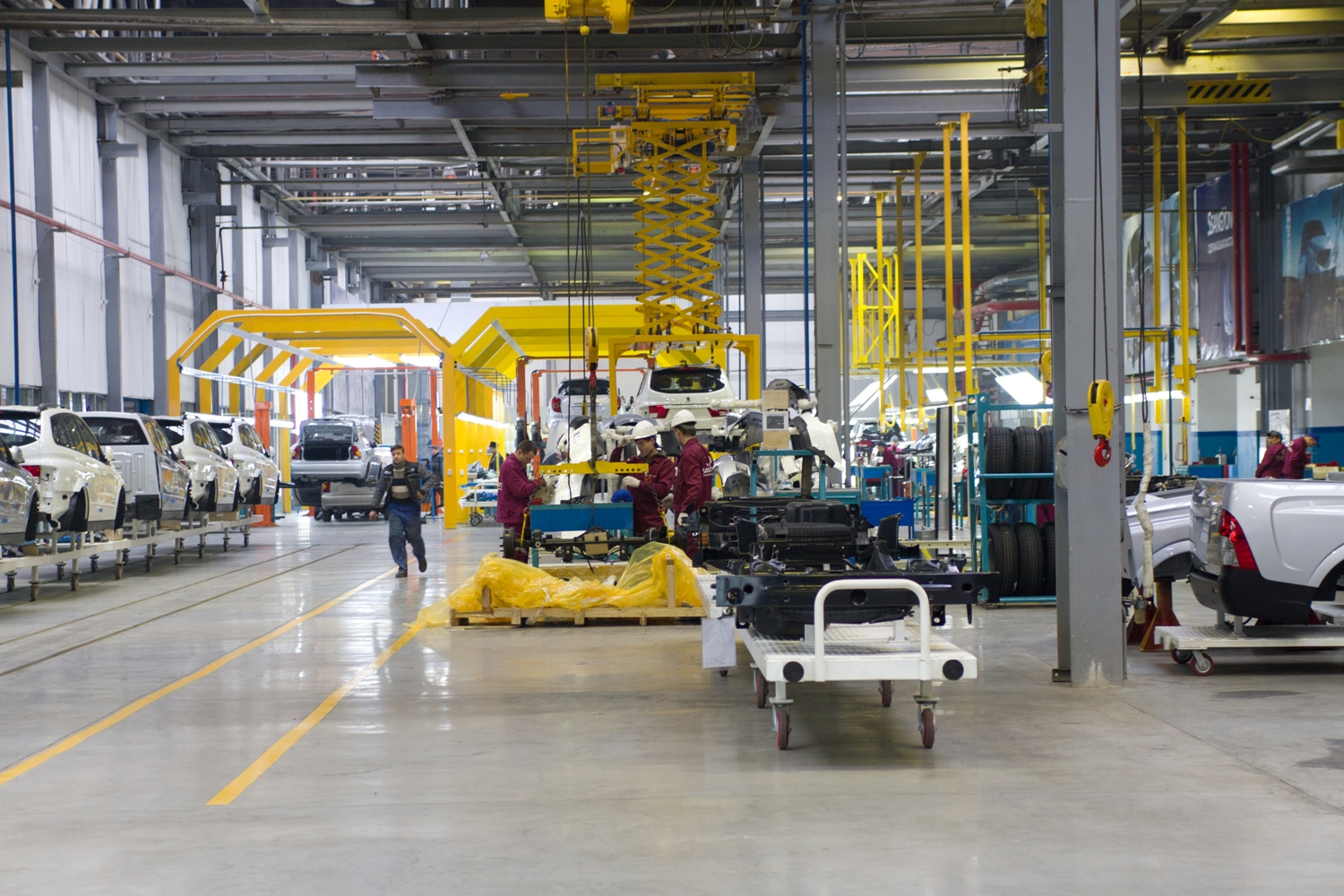
сборка SsangYong на заводе, 2012 год

- 2013 год — 1797 автомобилей SsangYong (Rexton, Kyron, ActyonSports, Chairman, NewActyon) и 784 автомобилей ZAZ Chance.[5]
- 2014 год -
- 2015 год — 5757 автомобилей[12]
- 2016 год — 5662 автомобилей[12]
- 2017 год — 5912 автомобилей[13]
- 2018 год — 12009 автомобилей[14]
- 2019 год — 25802 автомобилей
- 2020 год — 40050 автомобилей[15]
- 2021 год — 60016 автомобилей, из которых экспортировано 7593 автомобилей[1]
- 2022 год — 70029 автомобилей[16]

## История
Первым проектом — в 2012—2018 годах — была крупноузловая сборка (SKD) южнокорейских автомобилей SsangYong, всего за это время было собрано 9,7 тыс. автомобилей, в том числе за три года было собрано мелкоузловым методом 486 единиц модели SsangYong Nomad, который называли «первым казахстанским автомобилем».
В 2012—2014 годах велась крупноузловая сборка автомобилей ZAZ Chance, произведено около 2900 единиц.
В 2013—2016 годах велась крупноузловая сборка автомобилей Peugeot, произведено около 3100 единиц.
В 2014—2017 годах велась крупноузловая сборка Toyota Fortuner — за 3 года собрано 1100 единиц из таиландских машинокомплектов при локализации менее 25%.
В 2014—2015 годах велась крупноузловая сборка китайских автомобилей Geely, собрано 1700 единиц.
В 2017—2020 годах собралась модель Chevrolet Niva, собрано около 2500 единиц.
УАЗ поставил в 2020 году 1004 машинокомплекта, в 2021 году — 1673, а также 34 машинокомплекта реанемобилей на базе УАЗ-Профи.

## Текущая деятельность
С 2015 года ведётся крупноузловая сборка китайских автомобилей JAC, за 5 лет собрано около 6200 единиц. На 2021 год собираются модели JAC T6 и JAC J7.
С 2015 года ведётся крупноузловая сборка автомобилей Hyundai, за 5 лет собрано около 45000 единиц, при этом с 2021 года машинокопленты поступают с завода в Санкт-Петербурге.
В 2017 году запущена сборка автомобилей Ravon/Chevrolet из машинокомплектов поставляемых из Узбекистана с завода UzAuto Motors — модели Cobalt и Malibu, Damas и Labo. За три года 2017—2020 собрано около 20300 единиц. В 2021 году собрано свыше 33,5 тыс. машин марки Chevrolet из узбекских машинокомплектов.
В марте 2021 года начата крупноузловая сборка южнокорейских автомобилей Kia. 
В 2021 года начата сборка мелкоузловым методом (CKD) автомобилей LADA: в марте собрана первая партия внедорожников LADA Niva Travel, в июле начата сборка модели LADA Granta.